# River (canción)
«River» es una canción del rapero norteamericano Eminem en colaboración con el cantante británico Ed Sheeran. Se lanzó el 15 de diciembre de 2017 como el segundo sencillo de Revival, el noveno álbum de Eminem. Está compuesta por Mathers, Sheeran y Emile Haynie, y producida por este último. Se ubicó en la primera posición de las listas del Reino Unido, Austria, Suecia y Noruega, mientras que ingresó en las primeras diez en Alemania, Australia, Canadá, Países Bajos, Italia y Nueva Zelanda entre otras. En el Billboard Hot 100 de los Estados Unidos alcanzó el número once. En el Reino Unido llegó a ser platino por la venta de más de un millón de unidades, entre físicas y digitales.

## Críticas
Esta canción es la única que no ha sido criticada como lo han sido la mayoría de Revival, ya que superó las 500 millones de reproducciones en aplicaciones como Spotify. Ha sido aceptada tanto por los fanes de Eminem y Ed Sheeran.
La revista Spin la describió como "una canción cuya figura de perfección solo se representa por su vacío de contenido. Podría ser hermosa".

## Vídeo musical
El vídeo musical de la canción está dirigido por Emil Nava y se estrenó el Día de San Valentín, el 14 de febrero en 2018, llamándolo irónicamente San Valentín infeliz por la trama del video. En este, se detalla las luchas de una relación fallida que culmina en un aborto. La historia inicialmente describe a un hombre que ha estado engañando a su novia. La chica descubre su infidelidad y busca venganza engañándolo con Eminem. Este sabe que se está acostumbrando, pero persiste de todos modos con el fin de llenar el vacío romántico en su corazón.
Después de que el hombre se entera de lo que su novia ha estado haciendo, él termina dejándola al mismo tiempo que Eminem ha perdido interés en ella. Las luchas del rapero llegan a buen término tan pronto como se da cuenta de que la mujer está embarazada de él. Sus acciones egoístas causan la destrucción de la relación de la niña y el aborto de su hija por nacer.
El video musical recibió una nominación a la Mejor Fotografía en los MTV Video Music Awards del 2018.

## Actuaciones en directo
Eminem interpretó por primera vez "River" en su tour de Revival en Nijmegen, Holanda en 2018 el 12 de julio, pero con Ed Sheeran lo hizo el 15 de julio en Twickenham en el estadio de Londres.

## Lista de canciones
| Francia – Sencillo en CD |                             |          |  |
| N.º                      | Título                      | Duración |  |
| 1.                       | «River» (Radio edit)        | 3:03     |  |
| 2.                       | «River» (Versión del álbum) | 3:41     |  |

| Europa – Sencillo en CD |                                                  |          |  |
| N.º                     | Título                                           | Duración |  |
| 1.                      | «River»                                          | 3:46     |  |
| 2.                      | «Chloraseptic (Remix)» (con 2 Chainz & Phresher) | 4:57     |  |

## Posicionamiento en listas y certificaciones
| Lista (2017–18)                           | Mejor posición |
| ----------------------------------------- | -------------- |
| Alemania (Offizielle Top 100 Charts)      | 2              |
| Argentina (Monitor Latino Anglo)          | 18             |
| Australia (ARIA)                          | 2              |
| Austria (Ö3 Austria Top 40)               | 1              |
| Bélgica (Flandes) (Ultratop 50)           | 12             |
| Bélgica (Valonia) (Ultratop 50)           | 3              |
| Canadá (Canadian Hot 100)                 | 3              |
| Colombia (National-Report)                | 82             |
| Croacia (HRT)                             | 6              |
| República Checa (Singles Digitál Top 100) | 5              |
| Dinamarca (Tracklisten)                   | 3              |
| Escocia (Scottish Singles Chart)          | 1              |
| Eslovaquia (Singles Digitál Top 100)      | 11             |
| Eslovenia (SloTop50)                      | 19             |
| Estados Unidos (Billboard Hot 100)        | 11             |
| Estados Unidos (Hot R&B/Hip-Hop Songs)    | 5              |
| Estados Unidos (Pop Songs)                | 22             |
| Estados Unidos (Billboard Rhythmic)       | 21             |
| España (PROMUSICAE)                       | 57             |
| Euro Digital Songs (Billboard)            | 2              |
| Finlandia (OFC)                           | 2              |
| Francia (SNEP)                            | 26             |
| Grecia (IFPI Greece)                      | 6              |
| Hungría (Single Top 40)                   | 8              |
| Irlanda (Irish Singles Chart)             | 2              |
| Italia (FIMI)                             | 8              |
| Letonia (Latvijas Top 40)                 | 1              |
| Líbano (Lebanese Top 20)                  | 3              |
| Noruega (VG-lista)                        | 1              |
| Nueva Zelanda (Recorded Music NZ)         | 3              |
| Países Bajos (Dutch Top 40)               | 3              |
| Polonia (Polish Airplay Top 100)          | 29             |
| Portugal (AFP Top 100 Singles)            | 5              |
| Reino Unido (UK Singles Chart)            | 1              |
| Rusia (Tophit Airplay)                    | 179            |
| Singapur (RIAS)                           | 13             |
| Suecia (Sverigetopplistan)                | 1              |
| Suiza (Schweizer Hitparade)               | 2              |
| Venezuela (Record Report)                 | 27             |

| País           | Lista de fin de año (2018) | Posición |
| -------------- | -------------------------- | -------- |
| Alemania       | Offizielle Deutsche Charts | 17       |
| Australia      | ARIA Singles Chart         | 19       |
| Austria        | Ö3 Austria Top 40          | 25       |
| Bélgica        | Ultratop Flamenca          | 59       |
| Bélgica        | Ultratop Valona            | 31       |
| Canadá         | Canadian Hot 100           | 29       |
| Dinamarca      | Tracklisten                | 18       |
| Estados Unidos | Hot R&B/Hip-Hop Songs      | 52       |
| Irlanda        | IRMA                       | 36       |
| Israel         | Galgalatz                  | 19       |
| Nueva Zelanda  | Recorded Music NZ          | 29       |
| Países Bajos   | Dutch Top 40               | 20       |
| Reino Unido    | Official Charts Company    | 30       |
| Suecia         | Sverigetopplistan          | 27       |
| Suiza          | Schweizer Hitparade        | 19       |

### Certificaciones
| Territorio     | Organismo certificador | Certificación | Ventas certificadas | Ref.   |
| -------------- | ---------------------- | ------------- | ------------------- | ------ |
| Alemania       | BVMI                   | Oro           | 200 000             | [ 63 ] |
| Australia      | ARIA                   | 3× Platino    | 210 000             | [ 64 ] |
| Austria        | IFPI Austria           | Platino       | 30 000              | [ 65 ] |
| Bélgica        | BEA                    | Platino       | 30 000              | [ 66 ] |
| Brasil         | Pro-Música Brasil      | Platino       | 40 000              | [ 67 ] |
| Canadá         | Music Canada           | Platino       | 40 000              | [ 68 ] |
| Dinamarca      | IFPI Dinamarca         | Platino       | 90 000              | [ 69 ] |
| Estados Unidos | RIAA                   | Oro           | 500 000             | [ 70 ] |
| Francia        | SNEP                   | Oro           | 60 000              | [ 71 ] |
| Italia         | FIMI                   | Platino       | 50 000              | [ 72 ] |
| Noruega        | IFPI Noruega           | Platino       | 10 000              | [ 73 ] |
| Nueva Zelanda  | RMNZ                   | Platino       | 30 000              | [ 74 ] |
| Portugal       | AFP                    | Oro           | 5 000               | [ 75 ] |
| Reino Unido    | BPI                    | Platino       | 1 000               | [ 76 ] |
| Suecia         | GLF                    | 2× Platino    | 60 000              | [ 61 ] |